# The Thing (pel·lícula de 2011)
The Thing és una pel·lícula de terror i ciència-ficció de l'any 2011 dirigida per Matthijs van Heijningen Jr., escrita per Eric Heisserer, i protagonitzada per Mary Elizabeth Winstead i Joel Edgerton en els papers principals. És una preqüela de la pel·lícula The Thing de John Carpenter de 1982.

## Argument
Prenent tres dies abans dels esdeveniments de la pel·lícula de John Carpenter, Kate Lloyd i els seus dos assistents Davida Morris i Adam Goodman s'uneixen a un equip científic noruec que s'ha trobat amb una nau extraterrestre enterrada en el gel de l'Antàrtida. Descobreixen una criatura que va morir en el xoc fa anys i que tornarà a la vida acabant amb tots els habitants de la base

## Repartiment
| Actor                    | Paper                |
| ------------------------ | -------------------- |
| Mary Elizabeth Winstead  | Dr. Kate Lloyd       |
| Joel Edgerton            | Sam Carter           |
| Ulrich Thomsen           | Dr. Sander Halversen |
| Adewale Akinnuoye-Agbaje | Derek Jameson        |
| Eric Christian Olsen     | Adam Goodman         |
| Jonathan Walker          | Colin                |
| Kim Bubbs                | Juliette             |
| Stig Henrik Hoff         |                      |
| Trond Espen Seim         |                      |
| Carsten Bjørnlund        | Karl                 |
| Jørgen Langhelle         | Lars                 |
| Jan Gunnar Røise         | Olav                 |
| Kristofer Hivju          | Jonas                |
| Jo Adrian Haavind        | Henrik               |